# 고복덕
배내왕 고복덕(背奈王 高福德)은 고구려 연전왕의 아들이 된다. 속일본기, 일본서기와 일본의 신찬성씨록에 등장한다. 다른 이름으로는 배내공복덕(背奈公福德), 배내복덕(背奈福德, 세나노 후쿠토쿠), 소내복덕(肖奈福德) 등으로도 부른다. 그의 후손들은 배내씨와 고마(고려)씨, 다카쿠라노(고창)씨 등의 성씨를 사용한다. 광개토대왕의 8대손설이 존재한다.

## 생애
속일본기, 일본서기와 신찬성씨록에 의하면 그는 연전왕의 아들이다. 668년 당나라 장군 이적(李勣) 밑에서 부장으로 활동하며 평양성을 함락시키고 일본에 귀화했다 한다.
이후 일본에서 그는 배내공 복덕, 배내왕 복덕 등으로 불렸다. 이후 일본의 왕은 그에게 식읍을 하사하고 고구려군이라 칭하였다. 그의 손자 배내공복신(背奈公福信)은 일본 조정에 출사하였으며, 이후 그의 후손들은 고마노 아손(高麗朝臣)이라 부르다가 증손자 대에 가서는 다카쿠라노 아손(高倉朝臣)의 성씨를 받은 자손들도 존재한다.

## 기타
신찬성씨록의 다른 설에 의하며 그는 광개토대왕의 7대손인 연흥왕(延興王) 또는 연전왕(延典王)의 자손이라 한다. 고구려 멸망 후 일본으로 건너와 고마씨, 다카쿠라노씨, 배내씨 등의 성씨를 창설하였다.